# Thea Thiele
Theodora „Thea“ Johanna Marianne Thiele (* 25. März 1901 in Dresden; † 16. Juli 1991 in Berlin) war eine deutsche Schauspielerin.

## Leben
Die Tochter des Physikochemikers Hermann Thiele und seiner Frau Johanna, geb. Dürre, besuchte ein Lyzeum, das sie mit dem Abitur abschloss. Anschließend nahm sie Schauspielunterricht und trat ab 1931 an Bühnen im heimatlichen Dresden auf. Später wechselte sie an das Leipziger Schauspielhaus und trat danach in Berlin auf.
Vor der Filmkamera stand Thea Thiele erstmals in der Spätphase des Zweiten Weltkriegs, als sie in Helmut Käutners Große Freiheit Nr. 7 die Rolle der Konsulin verkörperte. Käutner blieb auch nach Kriegsende ihr Stammregisseur, erst ab 1957 trat sie auch in Filmen anderer Regisseure in Erscheinung. In ihren späteren Jahren war sie nur mehr in Fernsehserien und -filmen zu sehen, ehe sie sich 1976 gänzlich zur Ruhe setzte.
Von 1933 bis zu dessen Tod war Thea Thiele mit dem Kaufmann Martin Renner verheiratet. Sie starb 1991 in ihrer Wohnung in Berlin-Wilmersdorf.

## Filmografie
- 1944: Große Freiheit Nr. 7
- 1948: Der Apfel ist ab
- 1950: Königskinder
- 1950: Epilog – Das Geheimnis der Orplid
- 1955: Des Teufels General
- 1956: Ein Mädchen aus Flandern
- 1957: Rot ist die Liebe
- 1957: Lemkes sel. Witwe
- 1958: Der Schinderhannes
- 1960: Mal drunter – mal drüber
- 1962: Axel Munthe – Der Arzt von San Michele
- 1963: Der Fall Rohrbach (Fernsehspiel, Teil 3 Wiederaufnahme des Verfahrens und Freispruch)
- 1963: Sophienlund (Fernsehfilm)
- 1965: Jedermannstraße 11 (Fernsehserie, Folge 2x12 Die neue Mieterin)
- 1966: Unser Pauker (Fernsehserie, Folge 16 Ehesorgen)
- 1969: Alle Hunde lieben Theobald (Fernsehserie, Folge 1x6 Barry und die Schmetterlinge)
- 1969: Finke & Co. (Fernsehserie, Folge 9 Besuch von drüben)
- 1972: Das Jahrhundert der Chirurgen (Fernsehserie, Folge 11 Eine Erfindung aus Liebe)
- 1975: Berlin – 0:00 bis 24:00 (Fernsehserie, Folge 3 Mit den Alten leben)
- 1976: Der Haupttreffer (Fernsehfilm)